# Пикчер Бјут (Алберта)
Пикчер Бјут (енгл. Picture Butte) је варошица у јужном делу канадске провинције Алберта и део је статистичке регије Јужна Алберта. Налази се свега 27 км северно од града Летбриџа.
Подручје око варошице је почело да се насељава почетком прошлог века. Насеље је добило име по маленом стеновитом брежуљку који се налазио јужније. До 1947. брежуљак је у потпуности уништен услед искориштавања његовог земљишта и камена као грађевинског материјала, тако да данас не постоји. Насеље је 1943. добило службени статус села, а 1961. и статус варошице у којој је тада живело 978 становника. 
Према резултатима пописа становништва из 2011. у варошици је живело 1.650 становника у 660 домаћинстава, 
што је за 3,6% више у односу на попис из 2006. када су регистрована 1.592 житеља.
Привреда се базира на ратарству и доста развијеном сточарству.

## Становништво
| 2006. | 2011. |
| ----- | ----- |
| 1.592 | 1.650 |